# Загорб (Хустський район)
За́горб — село в Синевирській громаді Хустського району (до 2020 року Міжгірського району) Закарпатської області України.
Стара угорська назва: Határhegy
Перша згадка у 1600 році.

## Населення
Згідно з переписом УРСР 1989 року чисельність наявного населення села становила 272 особи, з яких 129 чоловіків та 143 жінки.
За переписом населення України 2001 року в селі мешкало 75 осіб. 100 % населення вказало своєю рідною мовою українську.